# Partito Democratico del Vietnam
il Partito Democratico del Vietnam (vietnamita: Đảng Dân chủ Việt Nam) è stato un partito politico vietnamita fondato il 30 dicembre 1944 e sciolto il 20 gennaio 1988, membro dapprima del governo della Repubblica Democratica del Vietnam e dal 1976 della Repubblica Socialista del Vietnam e membro della coalizione di partiti vietnamiti del Fronte della Patria Vietnamita, il partito considerava suo obbiettivo quello di rappresentare la piccola borghesia e gli intellettuali vietnamiti. Nel governo del Vietnam era il secondo partito "non Comunista" insieme al Partito Socialista del Vietnam.